# Campeonato Mundial de Esgrima de 1953
El XXIII Campeonato Mundial de Esgrima se celebró en Bruselas (Bélgica) en 1953 bajo la organización de la Federación Internacional de Esgrima (FIE) y la Real Federación Belga de Esgrima.

## Medallistas

### Masculino
| Evento              | Oro | Plata | Bronce |
| ------------------- | --- | --- | --- |
| Florete individual  | Christian d'Oriola Francia                                                                                                | Edoardo Mangiarotti · Italia                                                                                             | Manlio Di Rosa · Italia                                                                                         |
| Florete por equipos | Claude Bancilhon Christian d'Oriola Jacques Lataste Claude Netter Jacques Noël Adrien Rommel Francia                      | Giancarlo Bergamini · Manlio Di Rosa · Roberto Ferrari · Edoardo Mangiarotti · Renzo Nostini · Antonio Spallino · Italia | Aladár Gerevich József Gyuricza Lajos Maszlay Endre Palócz József Sákovics Endre Tilli Hungría                  |
| Espada individual   | József Sákovics Hungría                                                                                                   | Barnabás Berzsenyi Hungría                                                                                               | Fiorenzo Marini · Italia                                                                                        |
| Espada por equipos  | Giorgio Anglesio · Franco Bertinetti · Giuseppe Delfino · Edoardo Mangiarotti · Dario Mangiarotti · Carlo Pavesi · Italia | Édouard Artigas Daniel Dagallier Maurice Huet Armand Mouyal Jean-Pierre Muller Gérard Rousset Francia                    | Jules Amez-Droz · Richard Amstad · Michel Evéquoz · Umberto Menegalli · Fernand Thiébaud · Mario Valota · Suiza |
| Sable individual    | Pál Kovács Hungría | Aladár Gerevich Hungría                                                                                                  | Rudolf Kárpáti Hungría                                                                                          |
| Sable por equipos   | Tibor Berczelly Aladár Gerevich Rudolf Kárpáti Pál Kovács László Rajcsányi Bertalan Papp Hungría                          | Gastone Darè · Roberto Ferrari · Renzo Nostini · Domenico Pace · Vincenzo Pinton · Mauro Racca · Italia                  | Zbigniew Czajkowski · Zygmunt Pawlas · Leszek Suski · Jerzy Pawłowski · Wojciech Zabłocki · Polonia             |

### Femenino
| Evento              | Oro                                                      | Plata | Bronce                                                                                      |
| ------------------- | -------------------------------------------------------- | --- | ------------------------------------------------------------------------------------------- |
| Florete individual  | Irene Camber · Italia                                    | Renée Garilhe Francia                                                                                            | Ilse Keydel RFA                                                                             |
| Florete por equipos | Ilona Elek Margit Elek Katalin Kiss Magda Zsabka Hungría | Catherine Delbarre Renée Garilhe Raymonde Pécheux Marguerite Lavagne Françoise Mailliard Régine Veronnet Francia | Irene Camber · Velleda Cesari · Alberta Lorenzoni · Jenny Zanelli · Silvia Strukel · Italia |

## Medallero
| Núm. | País    | Oro | Plata | Bronce | Total |
| ---- | ------- | --- | ----- | ------ | ----- |
| 1    | Hungría | 4   | 2     | 2      | 8     |
| 2    | Italia  | 2   | 3     | 3      | 8     |
| 3    | Francia | 2   | 3     | 0      | 5     |
| 4    | RFA     | 0   | 0     | 1      | 1     |
| 4    | Polonia | 0   | 0     | 1      | 1     |
| 4    | Suiza   | 0   | 0     | 1      | 1     |
|      | TOTAL   | 8   | 8     | 8      | 24    |